# هيلينا جوالينجا
سوماك هيلينا سيرين جوالينجا (بالإنجليزية: Sumak Helena Sirén Gualinga)‏ (من مواليد 27 فبراير 2002) هي ناشطة في الشبكة البيئية للشعوب الأصلية (بالإنجليزية: Indigenous environmental)‏، وناشطة في مجال حقوق الإنسان. هي من مجتمع كيشوا ساراياكو (بالإنجليزية: Kichwa Sarayaku)‏ في باستازا في الإكوادور.

## النشأة
ولدت هيلينا جوالينجا يوم 27 فبراير 2002، في مجتمع كيتشوا ساراياكو للسكان الأصليين الواقع في مقاطعة باستازا في الإكوادو. والدتها هي نويمي جوالينجا (بالإنجليزية: Noemí Gualinga)‏، وهي رئيسة إكوادورية من السكان الأصليين سابقة لجمعية نساء كيتشوا. أختها الكبرى هي الناشطة نينا كوالينجا (بالإنجليزية: Nina Gualinga)‏. تدافع عمتها باتريشيا جوالينجا (بالإنجليزية: Patricia Gualinga)‏،  وجدتها كريستينا جوالينجا (بالإنجليزية: Cristina Gualinga)‏ عن حقوق الإنسان للنساء من السكان الأصليين في منطقة الأمازون، وعن الأسباب البيئية. والدها هو أندرس سيرين (بالإنجليزية: Anders Sirén)‏، وهو أستاذ فنلندي في علم الأحياء في قسم الجغرافيا، والجيولوجيا في جامعة توركو.
ولدت جوالينجا في إقليم ساراياكوو في باستازا في الإكوادور. أمضت معظم سنوات مراهقتها في بارغاس (بالإنجليزية: Pargas)‏ ثم في توركو بفنلندا حيث ينتمي والدها. التحقت بالمدرسة الثانوية في المدرسة الكاتدرائية في أوبو.
شهدت جوالينجا منذ صغرها اضطهاد عائلتها لوقوفها ضد مصالح شركات النفط الكبرى، وتأثيرها البيئي على أراضي السكان الأصليين. لقد فقد العديد من قادة مجتمعها حياتهم في نزاعات عنيفة ضد الحكومة والشركات. صرحت لأوليسراديو أنها ترى أن تربيتها الغير الطوعية في مثل هذه البيئة المضطربة، هي فرصة.

## النشاط
أصبحت جوالينجا متحدثة باسم مجتمع ساراياكو للسكان الأصليين. يشمل نشاطها فضح الصراع بين مجتمعها، وشركات النفط من خلال حمل رسالة تمكينية بين الشباب في المدارس المحلية في الإكوادور. كما أنها ترسل بنشاط هذه الرسالة إلى المجتمع الدولي أملا في الوصول إلى صناع القرار.
تصف هي وعائلتها العديد من الطرق التي عانوا من خلالها كأعضاء في مجتمعات السكان الأصليين في منطقة الأمازون من تغير المناخ ، بما في ذلك انتشار حرائق الغابات والتصحر، والدمار المباشر، وانتشار الأمراض بسبب الفيضانات، وذوبان الثلوج بشكل أسرع على قمم الجبال. وتقول إن هذه التأثيرات كانت ملحوظة بشكل مباشر في حياة شيوخ المجتمع. تقول جوالينجا أن هؤلاء الشيوخ أصبحوا على دراية بتغير المناخ بغض النظر عن افتقارهم إلى الخلفية العلمية.
حملت جوالينجا لافتة كتب عليها "sangre indígena، ni una sola gota más" (دم السكان الأصليين، ليس قطرة واحدة أخرى) خارج مقر الأمم المتحدة في مدينة نيويورك في مظاهرة مع مئات آخرين من النشطاء البيئيين الشباب خلال قمة الأمم المتحدة للعمل المناخي 2019.